# Festivalbar 2002 (compilation)
Festivalbar 2002 è una compilation di brani musicali famosi nel 2002, pubblicata nell'estate di quell'anno in concomitanza con l'edizione omonima del Festivalbar. La compilation, in realtà divisa in due diverse pubblicazioni e differenziata con copertine "rossa" e "blu", è composta da quattro CD da 19 tracce l'uno, e i dischi sono equamente divisi, due nella "rossa" e due nella "blu".
La versione blu è stata pubblicata dall'etichetta RCA, mentre la rossa dalla EMI.

## Compilation rossa

### Disco 1
1. Jovanotti – Morirò d'amore
2. Sophie Ellis-Bextor – Murder on the Dancefloor
3. Kylie Minogue – Love at First Sight
4. Tiziano Ferro – Rosso relativo
5. Alizée – Moi... Lolita
6. Zucchero Fornaciari – Sento le campane
7. Moby – We Are All Made of Stars
8. Christina Milian – When You Look at Me
9. Vasco Rossi – Standing ovation
10. Lenny Kravitz – Stillness of Heart
11. Remy Shand – Take a Message
12. Paulina Rubio – Don't Say Goodbye
13. Ronan Keating – If Tomorrow Never Comes
14. Javier García – Tranquila
15. Alabama 3 – Mansion on the Hill
16. Planet Funk – Who Said
17. Biagio Antonacci – Che differenza c'è
18. Sondre Lerche – Sleep on Needles
19. Télépopmusik – Breathe

### Disco 2
1. Gabin – Doo uap, doo uap, doo uap
2. Mary J. Blige – No More Drama
3. Beverley Knight – Whatever's Clever
4. Tricarico – Musica
5. The Dandy Warhols – Bohemian Like You
6. Pet Shop Boys – Home and Dry
7. Alex Lloyd – Green
8. Amparanoia – La fiesta
9. Gianluca Grignani – L'aiuola
10. Neja – Looking 4 Something
11. Francesco Renga – Dove il mondo non c'è più
12. Sugababes – Freak like Me
13. Liberty X – Just a Little
14. Simple Minds – Cry
15. Gianna Nannini – Uomini a metà
16. Valentina Giovagnini – Senza origine
17. Cristiano De André – Le quaranta carte
18. Francesca St. Martin – Magica la notte
19. Norah Jones – Don't Know Why

## Compilation blu

### Disco 1
1. Ligabue – Tutti vogliono viaggiare in prima
2. Anastacia – One Day in Your Life
3. Pino Daniele – Un giorno senza nuvole
4. Jamiroquai – Love Foolosophy
5. Natalie Imbruglia – Wrong Impression
6. Luca Carboni – Le parole
7. Bertha Patricia Manterola Carrión – Quel el ritmo no pare
8. Westlife – Bop Bop Baby
9. Giorgia – Vivi davvero
10. Nek – Sei solo tu
11. The Calling – Wherever You Will Go
12. Alexia – Non lasciarmi mai
13. Pink – Get the Party Started
14. Articolo 31 – Domani smetto
15. Paola & Chiara – Festival
16. Mousse T. – Fire
17. Rosario – Como quieres que the quiera
18. M2M – Everything
19. Mp2 – Entro il 23

### Disco 2
1. Alicia Keys – A Woman's Worth
2. Subsonica – Nuova ossessione
3. Yu Yu – Mon petit garçon
4. Jennifer Paige – Stranded
5. Daniele Silvestri – Sempre di domenica
6. Five for Fighting – Superman (It's Not Easy)
7. Michelle Branch – Everywhere
8. Massimo Di Cataldo – Come il mare
9. Andreas Johnson – Shine
10. Mango – La rondine
11. Amanda Marshall – Everybody's Got a Story
12. Umberto Tozzi – E non volo
13. Marina Rei – Il giorno della mia festa
14. 78 Bit – Chiara si spera
15. J.C.A. – I Begin to Wonder
16. Sarah Connor – French Kissing
17. Nikla – Il mio cuore protesta
18. Moony – Dove (I'll Be Loving You)
19. Tweet – Oops (Oh My)

## Classifiche

### Versione rossa
| Classifica (2002)                     | Posizione |
| ------------------------------------- | --------- |
| Classifica degli album italiana       | 1         |
| Classifica di fine anno italiana 2002 | 23        |

### Versione blu
| Classifica (2002)                     | Posizione |
| ------------------------------------- | --------- |
| Classifica degli album italiana       | 3         |
| Classifica di fine anno italiana 2002 | 20        |

## Curiosità
Nelle compilation, fra i brani in competizione, non è presente Cosa resterà (In a Song) degli Eiffel 65, che tuttavia hanno partecipato alla manifestazione.